# Křížová cesta (Potštejn)
Křížová cesta v Potštejně na Rychnovsku vede z obce jižním směrem na kopec ke hradu Potštejn.

## Historie
Křížovou cestu tvoří čtrnáct zděných výklenkových kaplí, které lemují cestu na hrad.
V letech 1750–1752 byla na nádvoří hradu postavena kaple Svatého Jana Nepomuckého, která se stala poutním místem. Roku 1754 dala Anna Barbora, manželka Jana Ludvíka Harbuval Chamaré, vystavět z Městečka na hrad křížovou cestu, která vycházela od kostela Svatého Vavřince a zčásti kopírovala původní přístupovou cestu k hradu. Ústřední místo křížové cesty, Kalvárie, bylo situováno do severní části pevnosti u druhé brány. Poslední kaple se nachází na nádvoří zámku u Kaple Svatých schodů.
Kaple byly začátkem 21. století opraveny.